# Friedrich Karl Watzdorf
Friedrich Karl Watzdorf saski dyplomata.
Był saskim posłem w Londynie. Reprezentował tam jednak także interesy polskie. Nie była to zbyt częsta praktyka, zwykle co najwyżej opłacano posłów saskich z polskiej kasy, bądź odwrotnie. Dyrektywy Watzdorfowi wydawali król August II Mocny, ministrowie sascy, lecz również  podkanclerzy Jan Lipski. Gdy w 1729 roku Brytyjczycy zatrzymali na rzece Ganges dwa polskie statki, Watzdorf prowadził rokowania w tej sprawie.
Późniejszy saski dyplomata Karl Friedrich Ludwig von Watzdorf wywodził się z tego samego rodu polityków i dyplomatów.